# Facebook Hacker Cup
La Facebook Hacker Cup est une compétition internationale annuelle de programmation hébergée et administrée par Facebook. Le concours a débuté en 2011 et est toujours actif aujourd'hui. Le but de cette compétition est de repérer les meilleurs talents pour décrocher un emploi potentiel chez Facebook. Le concours consiste en un ensemble de problèmes algorithmiques qui doivent être résolus dans un laps de temps défini. Les concurrents peuvent utiliser n'importe quel langage de programmation et environnement de développement pour écrire leurs solutions.
La Facebook Hacker Cup fait partie d'un circuit de concours de programmation internationaux annuels qui comprend la Google Code Jam, la Topcoder Open et le ACM International Collegiate Programming Contest. La compétition a été mise en avant dans des articles de Bloomberg et Stack Overflow.

## Anciens gagnants
| Tournoi | Lieu de la finale                  | 1ère place          | 2ème place          | 3ème place          |
| ------- | ---------------------------------- | ------------------- | ------------------- | ------------------- |
| 2021    | En ligne*                          | Andrew He           | Alexey Danilyuk     | Jiang Lingyu        |
| 2020    | En ligne*                          | Gennady Korotkevich | Benjamin Qi (en)    | Andrew He           |
| 2019    | Dublin, Irlande                    | Gennady Korotkevich | Mikhail Ipatov      | Petr Mitrichev (en) |
| 2018    | Menlo Park, Californie, États-Unis | Mikhail Ipatov      | Makoto Soejima (en) | Andrew He           |
| 2017    | Seattle, Washington, États-Unis    | Petr Mitrichev (en) | Park Sung Gwan      | Mikhail Ipatov      |
| 2016    | Londres, Royaume-Uni               | Makoto Soejima (en) | Yuhao Du            | Ting-Wei Chen       |
| 2015    | Menlo Park, Californie, États-Unis | Gennady Korotkevich | Dmytro Soboliev     | Gleb Evstropov      |
| 2014    | Menlo Park, Californie, États-Unis | Gennady Korotkevich | Tomek Czajka (pl)   | Makoto Soejima (en) |
| 2013    | Menlo Park, Californie, États-Unis | Petr Mitrichev (en) | Jakub Pachocki      | Marcin Smulewicz    |
| 2012    | Menlo Park, Californie, États-Unis | Roman Andreev       | Tomek Czajka (pl)   | Tiancheng Lou (en)  |
| 2011    | Menlo Park, Californie, États-Unis | Petr Mitrichev (en) | Khúc Anh Tuấn       | Tiancheng Lou (en)  |

- Les finales de la Hacker Cup 2020 et les finales de la Hacker Cup 2021 se sont déroulées dans un format uniquement en ligne dû à la pandémie de COVID-19.

## Résultats par pays
| Pays         | 1ère place | 2ème place | 3ème place |
| ------------ | ---------- | ---------- | ---------- |
| Russie       | 5          | 1          | 3          |
| Biélorussie  | 4          | 0          | 0          |
| Etats-Unis   | 1          | 1          | 2          |
| Japon        | 1          | 1          | 1          |
| Pologne      | 0          | 3          | 1          |
| Ukraine      | 0          | 2          | 0          |
| Chine        | 0          | 1          | 3          |
| Corée du Sud | 0          | 1          | 0          |
| Viêt Nam     | 0          | 1          | 0          |
| Taïwan       | 0          | 0          | 1          |